# Amr Elnady
Amr Elnady (arabisch عمرو النادي, DMG ʿAmr an-Nādī, auch Amer El-Nady; * 4. Juni 1975) ist ein ehemaliger ägyptischer Straßenradrennfahrer.
Amr Elnady gewann 1999 bei der Ägypten-Rundfahrt den Prolog, die erste Etappe und das Mannschaftszeitfahren am letzten Tag. So konnte er die Gesamtwertung vor seinem Teamkollegen Mohamed Abdel Fattah für sich entscheiden. Bei der Tour of FYR of Macedonia wurde er Dritter der Gesamtwertung; Platz zwei belegte wiederum Abdel Fattah. In der Saison 2001 konnte er die Gesamtwertung bei der Ägypten-Rundfahrt erneut für sich entscheiden.

## Erfolge
1996
- Tunesien-Rundfahrt

1999
- Ägypten-Rundfahrt und drei Etappen
- Tour de Saudi Arabia

2001
- Ägypten-Rundfahrt und eine Etappe